# Pedro Neiva de Santana
Pedro Neiva de Santana (Nova Iorque, 27 de setembro de 1907 — São Luís, 19 de janeiro de 1984) foi um médico, professor e político brasileiro.
Pai de Jaime Manoel Tavares Neiva de Santana, que foi deputado federal pelo Maranhão.
Foi deputado federal, prefeito de São Luís em 1938 indicado pelo interventor Paulo Ramos e governador do estado do Maranhão durante a ditadura militar, indicado pelo presidente Emílio Garrastazu Médici.
Secretário de Fazenda no governo de José Sarney em 1966 e reitor da Universidade Federal do Maranhão no mesmo período, renunciando a reitoria em decorrência de um conflito entre o Conselho da Universidade e o vice reitor padre Ribamar Carvalho. Foi governador entre 1971 a 1975, professor de Medicina Legal da Faculdade de Direito da UFMA e médico legista da Polícia Civil.
Em sua homenagem foi inaugurado no ano 2007 em São Luís o Centro de Convenções Governador Pedro Neiva de Santana.
Também em sua homenagem o maior hospital público do município de Buriticupu chama-se Pedro Neiva de Santana.

## Origens e Formação
Pedro Neiva de Santana nasceu a 27 de setembro de 1907, no município de Nova Iorque, localizado no estado do Maranhão. Era filho do Coronel Manoel Santana, também registrado como Manoel José de Santana, e de Ana Neiva de Santana, cujo nome completo é referido em algumas fontes como Ana Joaquina de Santa Thereza Neiva de Souza. Seus avós maternos foram Justino Neiva de Souza, conhecido como Justino Neiva, e Analia Augusta de Neiva. Pedro Neiva de Santana teve duas irmãs: Joanice Neiva de Santana e Maria de Jesus Neiva de Santana.
O contexto socioeconômico de Nova Iorque, Maranhão, no início do século XX, a menção ao título de "Coronel" atribuído a seu pai  é um indicativo relevante da posição social da família. No Brasil daquele período, especialmente nas regiões Norte e Nordeste, o título de coronel frequentemente extrapolava a conotação militar, designando indivíduos com expressivo poder político e econômico local, usualmente proprietários de terras e com influência sobre o eleitorado, caracterizando o fenômeno do coronelismo. Este background familiar possivelmente proporcionou a Pedro Neiva de Santana o acesso a uma educação de qualidade e facilitou, em etapas posteriores de sua vida, sua inserção e ascensão na esfera pública. A capacidade de sua família em prover seus estudos em diferentes cidades, inclusive fora do Maranhão, reforça a ideia de um status social e econômico privilegiado.

Os primeiros estudos de Pedro Neiva de Santana foram realizados na cidade de Floriano, no vizinho estado do Piauí. Posteriormente, para cursar os estudos secundários, transferiu-se para São Luís, a capital maranhense. Na capital, frequentou inicialmente o Instituto Gomes de Souza e, em seguida, o prestigioso Liceu Maranhense.   